# 聖槍修女
《聖槍修女》（日语：クロノクルセイド）是日本漫畫家森山大輔的日本漫畫作品。於1999年到2004年期間進行連載。單行本全8卷。
2003年改編成電視動畫。全24話由於本作品的內容不適宜青少年觀看，加上有宗教關係和生死的故事場面，而被嚴禁在香港播放。動畫版結局和漫畫版出入很大，但都是悲劇收場。
本作品的英文名「Chrno Crusade」的「Chrno」就是「Chrono」─時間之意，「Crusade」就是十字軍、聖戰和宗教上的討伐之意，所以直譯的意思為「時之聖伐」。

## 故事大綱
漫畫版的故事發生在1924年、動畫版是1928年（第一次世界大戰結束後），敘述Rosette為了尋找她在年幼時因為惡魔引起的事件而失蹤的弟弟Joshua，在事件中為了拯救她的弟弟而和另一位惡魔Chrono訂下懷錶契約，然而當時並未成功，於是Rosette進入Magdalene修道院進行「修道騎士」的訓練，並成為其中的一員。後來Rosette終於打聽到她的弟弟的下落，但是她弟弟自從當年被Aion虜走，並且被洗腦，已不認得她。之後與Chrono將弟弟Joshua給救回弟弟的過程中，Chrono使用太多力量（力量的來源是Rosette的壽命），導致Rosette最後終究不幸死去。

## 登場人物
電視動畫 / 廣播劇CD
- Rosette Christopher（ロゼット・クリストファ，中譯：蘿潔特、羅賽特、羅賽朵‧克里斯多福 聲：川上倫子 / 今井由香）

女主角，漫畫設定為出生於西元1908年普通的女孩，動畫則設定為神的最完美地上代言人。
自幼喪失雙親，和弟弟Joshua在孤兒院裡相依為命，之後為了找回弟弟而加入馬谷塔萊（或譯抹大拉）修道院，成為Magdalene修道院的「修道騎士」。每次出任務時都會展現強大的破壞力。為了拯救他的弟弟Joshua，與Chrono訂下「契約」，暫時解開懷錶封印時可以將自己的壽命轉換成Chrono的力量。
漫畫版與動畫版結局大相逕庭：漫畫版結局等候著Chrono的歸來，最終在1932年3月待在教堂時病況發作，死前如願和Chrono相擁重逢，得年24歲。由於其墳墓位置沒有特別公開，僅有少數知情者知道其墳墓位置，但每年都有不明人士在墳前獻花。動畫版則是在最終戰後和Chrono獨自隱居在鄉間小屋，相依坐在長椅上共同赴死。
使用枪械：柯爾特M1911手槍、湯普森衝鋒槍
- Chrono（クロノ，中譯：克羅諾、克勞諾、庫羅諾 聲：石田彰 / 高山南、千葉進步）

男主角，為「罪人」（sinner，在本作品意指惡魔）、又叫「爵位剝奪者」，和Rosette訂下懷錶契約，是為Rosette的助手，總是幫他做事，在真正有難時亦會全心全意協助Rosette。以前曾經在地獄殺害大量同胞，後來因為和聖女Mary Magdalene相戀而背叛Aion的命令，因而被折斷「尖角」，兩人就此反目成仇。
漫畫版與動畫版結局大相逕庭：漫畫版結局經歷最終戰後，於1932年在渾身負傷的狀態（失去左眼和右臂）抵達Rosette身處的教堂，和Chrono相擁重逢，長期持有的懷表則交給Azmaria保管。動畫版則是和Chrono相依坐在長椅上共同赴死。
- Azmaria Hendrich（アズマリア・ヘンドリック，中譯：亞茲瑪麗亞、阿茲瑪麗亞‧漢德里克 聲：千葉紗子 / 川澄綾子）

葡萄牙人，神的七個「地上代行人」之一，代表著「博愛」（善施）的美德，歌聲有治療的能力，是個開朗善良但怯懦的女孩，自從遇見Rosette後開始變得堅強。在漫畫版最終與其他「地上代行人」能力消失，接管了Chrono的懷表，本人則在1998年因年老去世。後代子孫透過包含'Azmaria遺囑的錄製影片向Satella講述了Rosette和其他人的後續生活。動畫版則見證了Rosette、Chrono、Satella的人生盡頭。
- Satella Harvenheit（サテラ・ハーベンハイト，中譯：莎黛拉、紗蝶拉‧哈本海特 聲：根谷美智子 / -）

德國人，「寶石魔女」，可使用寶石中所蘊含的能量實體化為她戰鬥，每個寶石各有不同的能力。自從惡魔Aion將其滅族，並且虜走她的姊姊Florette後，就對惡魔深惡痛絕。漫畫版結局在魔界之戰與Florette變成結晶化狀態， 1994年姐妹倆在沒有結晶的情況下被沖上俄勒岡州紐波特海岸，由亨德里克基金會將她們回收，並於1999年2月結晶解凍。在1999年親自前往Rosette墳前致意，表明將將活出自己的未來。動畫版則是在聆聽Azmaria的歌聲後平靜逝世。
- Aion（アイオーン，中譯：愛恩、哀音、艾昂、愛安 聲：井上和彦 / 佐佐木誠二）

亦為「罪人」之一，乃是虜走Rosette弟弟和Satella姊姊的惡魔，也是Chrno的雙胞胎哥哥，為性格殘酷的惡魔。爲了實驗懷表裝置而折斷自己的「尖角」。
曾和Chrono一起在地獄中作亂，後來拔走Chrono的「尖角」，兩人就此反目成仇。
- Joshua Christopher（ヨシュア・クリストファ，中譯：喬西亞、約書亞‧克里斯多福 聲：皆川純子 / 保志總一朗）

Rosette的弟弟，神的七個「地上代行人」之一，代表著「希望」的美德。由於力量過於強大，所以身體虛弱，和姐姐Rosette相親相愛，被Aion虜走並且被裝上Chrono的「尖角」後就變得精神錯亂，並且還誤認Satella的姊姊Florette為自己的親姊姊，最後尖角被Chrno拔掉
- Florette Harvenheit（フィオレ / フロレット・ハーベンハイト，中譯：費歐蕾、芙羅蕾特‧哈本海特 聲：桑谷夏子 / 堀江由衣）

Satella的姊姊，在被虜走後變成Aion的忠心僕人，非常關心Joshua，故事後期擺脫控制。漫畫版結局仍存活，在1999年遠程見及在Rosette墳前致意的Satella，在未和Satella招呼的狀態轉身離去。
費歐蕾是法語的「花」
- Ewan Remington（ユアン・レミントン，中譯：尤安‧雷明頓 聲：速水獎 / 關俊彥）

Magdalene修道院的牧師，非常支持Rosette。真實身分為天使
- Mary Magdalene（マグダレーナ，中譯：瑪莉‧瑪德蓮娜 聲：川上倫子 / -）

擁有聖痕的聖女，有預知能力。在Chrno遇見Rosette的50年前，曾和Chrono相愛，並因此使Chrono背叛Aion，在漫畫中她因為接觸過深的惡魔核心遭到侵入，使Aion將她視為危險人物而殺害。之後Chrono在她的墓中生活，直到遇見Rosette為止。
- Sister Kate（ケイト・ヴァレンタイン，中譯：凱特修女 聲：榊原良子 / 同左）

Magdalene修道院的院長，一個嚴謹的人對Rosette也是非常關心和頭痛。
- The Elder（エドワード・ハミルトン，中譯：長老爺爺 聲：西村知道 / 梅津秀行）

一個老人，是位「發明家」，修道院裡的武器都是他發明的，但有點好色。

## 出版書籍
單行本
| 卷數 | 角川書店       | 角川書店           | 東立出版社     | 東立出版社         |
| 卷數 | 發售日期       | ISBN               | 發售日期       | ISBN               |
| ---- | -------------- | ------------------ | -------------- | ------------------ |
| 1    | 1999年11月30日 | ISBN 4-04-926143-X | 2001年7月5日   | ISBN 957-731-995-5 |
| 2    | 2000年5月30日  | ISBN 4-04-926152-9 | 2003年4月10日  | ISBN 957-731-996-3 |
| 3    | 2000年11月29日 | ISBN 4-04-926161-8 | 2003年6月15日  | ISBN 986-11-1913-2 |
| 4    | 2001年9月25日  | ISBN 4-04-926182-0 | 2003年7月20日  | ISBN 986-11-2206-0 |
| 5    | 2002年8月29日  | ISBN 4-04-926203-7 | 2003年12月10日 | ISBN 986-11-3058-6 |
| 6    | 2003年5月28日  | ISBN 4-04-926225-8 | 2004年2月20日  | ISBN 986-11-3500-6 |
| 7    | 2003年12月22日 | ISBN 4-04-926237-1 | 2004年11月15日 | ISBN 986-11-5252-0 |
| 8    | 2004年8月30日  | ISBN 4-04-926247-9 | 2004年12月15日 | ISBN 986-11-5658-5 |

新裝版
| 卷數 | 少年畫報社   | 少年畫報社             |
| 卷數 | 發售日期     | ISBN                   |
| ---- | ------------ | ---------------------- |
| 1    | 2010年1月8日 | ISBN 978-4-7859-3291-6 |
| 2    | 2010年1月8日 | ISBN 978-4-7859-3292-3 |
| 3    | 2010年2月8日 | ISBN 978-4-7859-3311-1 |
| 4    | 2010年2月8日 | ISBN 978-4-7859-3312-8 |
| 5    | 2010年3月8日 | ISBN 978-4-7859-3332-6 |
| 6    | 2010年3月8日 | ISBN 978-4-7859-3333-3 |
| 7    | 2010年4月9日 | ISBN 978-4-7859-3356-2 |
| 8    | 2010年4月9日 | ISBN 978-4-7859-3357-9 |

### 其他書籍
公式導讀手冊
- ：2004年1月30日發售、ISBN 4-8291-7562-1

小說
- （原作：森山大輔、著者：富永浩史、插畫：宮澤波宏）

2004年4月20日發售、ISBN 978-4-8291-1601-2

## 電視動畫

### 製作人員
- 監督 - 紅優
- 副監督、怪物設計 - 神戸洋行
- 系列構成 - 冨岡淳広
- 人物設計、總作画監督 - 黒田和也
- 機械設計 - 川原智弘
- 槍械設計 - 村松尚雄
- 美術監督 - 野崎俊郎
- 色彩設計 - 鈴木依里
- 攝影監督 - 鎌田克明
- 編輯 - 廣瀬清志
- 音樂 - 七瀬光
- 音響監督 - 鶴岡陽太
- 製作人 - 高瀬敦也、若松剛、冨岡重明、武智恒雄
- 動畫製作 - GONZO DIGIMATION
- 製作 - 富士電視台、福音弾（製作委員会）

### 主題曲
片頭曲
作詞：畑亜貴 / 作曲、編曲：上松範康 / 歌：栗林美奈實
片尾曲
作詞、作曲、編曲：梶浦由記 / 歌: 千葉紗子

### 各話列表
| 話數 | 日文標題 | 中文標題      | 腳本         | 分鏡       | 演出            | 作畫監督          |
| ---- | -------- | ------------- | ------------ | ---------- | --------------- | ----------------- |
| 1    |          | 羅賽朵修女    | 冨岡淳広     | 紅優       | 紅優            | 黒田和也          |
| 2    |          | 契約者        | 冨岡淳広     | 神戸洋行   | 神戸洋行        | 神戸洋行          |
| 3    |          | 使者          | 冨岡淳広     | 加藤敏幸   | 加藤敏幸        | 吉田隆彦          |
| 4    |          | 罪人          | 冨岡淳広     | 阿部達也   | 秋田谷典昭      | 田畑壽之          |
| 5    |          | 修道騎士      | 冨岡淳広     | 川瀬敏文   | あべたつや      | 清丸悟            |
| 6    |          | 寶石的魔女    | 吉村清子     | 加藤敏幸   | 清水一伸        | LEE SIM IN        |
| 7    |          | 惡魔          | 冨岡淳広     | 中山勝一   | 中山勝一        | 米本リョウ        |
| 8    |          | 傀儡          | 高橋ナツコ   | 佐山聖子   | 佐山聖子        | 熊谷哲矢          |
| 9    |          | 約書亞        | 冨岡淳広     | 加藤敏幸   | 加藤敏幸        | 吉田隆彦          |
| 10   |          | 尖角          | 冨岡淳広     | 石踊宏     | 石踊宏          | 飯田清貴          |
| 11   |          | 獸            | ほそのゆうじ | 神戸洋行   | 神戸洋行        | 市川敬三 神戸洋行 |
| 12   |          | 聖夜          | 吉村清子     | 阿部達也   | 秋田谷典昭      | 田畑壽之          |
| 13   |          | 姊姊          | 高橋奈津子   | 加藤敏幸   | 木村寛          | 斉藤和也          |
| 14   |          | 祈禱          | 高橋奈津子   | 鵜飼ゆうき | 鵜飼ゆうき      | 本村晃一 朝来昭子 |
| 15   |          | 追兵          | 冨岡淳広     | 阿部達也   | 阿部達也        | 清丸悟            |
| 16   |          | 信仰者        | 吉村清子     | 佐山聖子   | 佐山聖子        | 熊谷哲矢          |
| 17   |          | 共犯者們      | 吉村清子     | あべたつや | 紅優            | 斉藤和也          |
| 18   |          | 四人          | 吉村清子     | 加藤敏幸   | 加藤敏幸        | 米本リョウ        |
| 19   |          | 首級          | 冨岡淳広     | 井硲清高   | あべたつや      | 清丸悟            |
| 20   |          | 毒            | 冨岡淳広     | 森健       | 中山勝一        | 野崎真一          |
| 21   |          | 瑪莉‧瑪德蓮娜 | 冨岡淳広     | 阿部達也   | 秋田谷典昭      | 江上夏樹          |
| 22   |          | 再會          | 吉村清子     | 加藤敏幸   | 加藤敏幸        | 吉田隆彦          |
| 23   |          | 噪音          | 冨岡淳広     | 佐山聖子   | 神戸洋行        | 本村晃一          |
| 24   |          | 庫羅諾        | 冨岡淳広     | 佐山聖子   | 紅優 鵜飼ゆうき | 香川久            |

### 播放電視台
日本深夜動畫：下文記載的日本国内播放時間使用日本標準時間（UTC+9）表示。因為部分時間标识會採用30小时制，因此請留意这类超过24:00的时间，其實際播放時間為翌日清晨。
| 播放地區 | 播放電視台 | 播放日期                      | 播放時間                                             | 備註 |
| -------- | ---------- | ----------------------------- | ---------------------------------------------------- | ---- |
| 日本     | 富士電視台 | 2003年11月24日 - 2004年6月9日 | 星期二 26:28                                         |      |
| 臺灣     | 台視       | 2007年2月17日 - 2月25日       | 星期一至日07:30-09:00 2月17、24、25日改為07:30-08:30 |      |

## 外部連結
- 日本漫畫版聖槍修女介紹官方網址（日語）
- 日本動畫版聖槍修女播映官方網址 （页面存档备份，存于）（日語）
- 日本動畫版聖槍修女音樂原聲帶發行官方網址 （页面存档备份，存于）（日語）
- 台灣動畫版聖槍修女官方網址 （页面存档备份，存于）